# Площадь Астаны
Площадь Астаны (каз. Астана алаңы) — расположена в городе Алма-Ате, в Алмалинском районе на улице Толе би.

## Дореволюционный период
На Казарменной площади располагался Алексеевский военный Собор, возведённый строителями Семиреченской областной инженерной дистанции (арх. С. Тропаревский, инж. Я. Порошин). Алексеевский собор с 1912 года являлся военной церковью 20-го Туркестанского стрелкового полка во имя Св. Алексия Митрополита. Здание типовое, автор проекта технико-строительный комендант Военного Министерства.

## Советский период

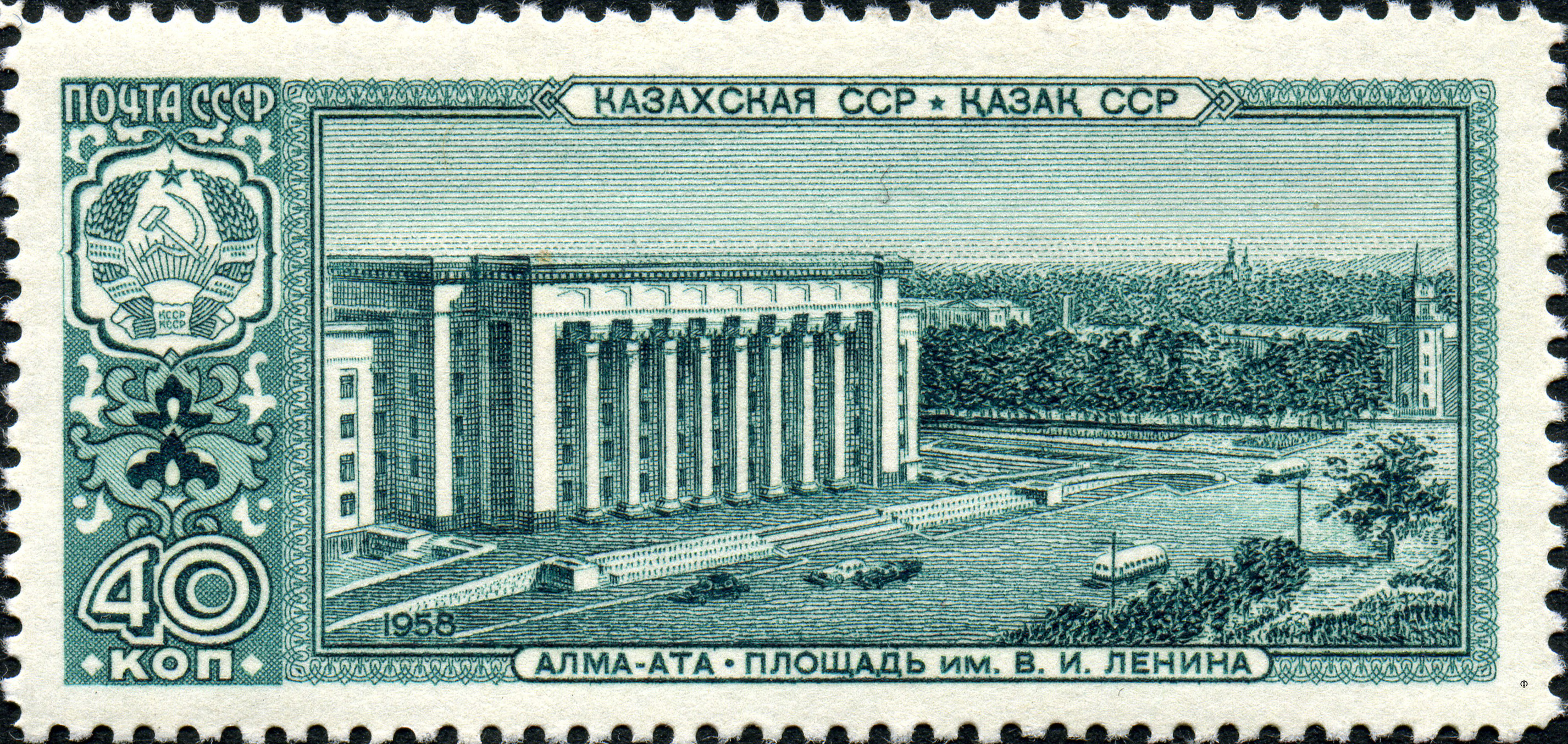
Почтовая марка 1958 год. Казахская ССР. Алма-Ата. Площадь им. Ленина

В 1921 году площадь получает название Красная площадь.
В здании Алексеевского военного Собора разместили экспозиции Краевого и Антирелигиозного музеев, эвакуированных из Оренбурга. Последнего священника Алексеевского храма о. Алексия (Марковского) репрессировали.
После сноса имперских построек возвели здания нового ансамбля: Дома правительства (1928—1931 гг.), Управления Туркестанско-Сибирской железной дороги (1929—1934 гг.) и Дома связи (ныне Казпочта), других зданий, построенных в годы первых советских пятилеток. Первые два здания были возведены по проекту талантливого советского архитектора М. Я. Гинзбурга при участии И. Ф. Миллиниса, а последнее — Г.Герасимова. Дальнейшее развитие Алма-Аты сделало целесообразным постройку нового комплекса республиканского центра, отвечающего возросшим потребностям общественной жизни Казахстана. Площадь замостили брусчаткой, пустили первый трамвай (1937 г.) и первый троллейбус (1944 г.), переименовали улицы и установили новые советские памятники.
В 1955 году на углу с улицей Панфилова было построено административное здание Казпотребсоюза.
Памятник В. И. Ленину был открыт 7 ноября 1957 года на площади имени В. И. Ленина. Скульптор — Е. В. Вучетич, архитектор — И. И. Белоцерковский. Высота 12 м, изготовлен из бронзы и красного гранита. Памятник изображает В. И. Ленина в момент его выступления перед народом.
В 1957 году было также закончено строительство нового здания правительства Казахской ССР (ныне КБТУ).
После открытия в 1980 году площади имени Л. И. Брежнева площадь получила народное название «Старая площадь».
В 1987 году за Домом Правительства была открыта Аллея выдающихся деятелей.

## Независимый Казахстан
Площадь Астаны является главной площадью «южной столицы» в Казахстане. На площади проводились и проводятся до сих пор наиболее значимые мероприятия города, а также различные празднования и ярмарки. 
Памятник В. И. Ленину в 1997 году был перенесён в сквер за кинотеатром «Сары-Aрка».
Открытие памятника девушкам Героям Советского Союза А. Молдагуловой и М. Маметовой прошло 25 октября 1997 года, на церемонии присутствовал президент Казахстана, члены правительства. Скульптор — Сатыбалдин К. К., архитекторы — Т.Ералиев, В.Сидоров, конструктор — М. Е. Еркенов. На постаменте изображены две Золотые Звезды Героя Советского Союза и имена девушек на казахском языке: «Әлия» и «Мәншүк». Сюжет памятника является условным, так как Алия и Маншук друг с другом даже не были знакомы. Памятник установлен на месте памятника Ленину в сквере напротив здания правительства Казахстана.
В сентябре 2017 года была завершена реконструкция площади. Было сокращено количество полос проезжей части, а пешеходы с транспортными потоками разделены боллардами. На высвободившемся пространстве проложены велосипедные дорожки, выложена гранитная брусчатка, произведено озеленение дерном и лавандовыми клумбами. Обновлена лестничная эспланада, где обустроен открытый амфитеатр, перед ним установлены два сухих фонтана с подсветкой в ночное время.
Для удобства туристов на площади планируется установка информационно-сенсорного терминала.